# وونی
وونی (به لاتین: Vouni) یک روستا در قبرس است که در ناحیه لیماسول واقع شده‌است.

## خصوصیات
وونی ۱۳۶ نفر جمعیت دارد.